# Chiesa di San Michele di Cambianica
La ex chiesa di San Michele in Cambianica si trova nel territorio di Tavernola Bergamasca, località Cambianica, in provincia di Bergamo. L'edificio è sconsacrato al culto dal 1996.

## Storia e Descrizione
La chiesa fu il primo luogo cristiano costruito nella zona di Tavernola, e serviva anche le frazioni di Vigolo, Cambianica e Bianica. L'intitolazione a san Michele arcangelo viene probabilmente dai Longobardi che amavano i santi guerrieri.

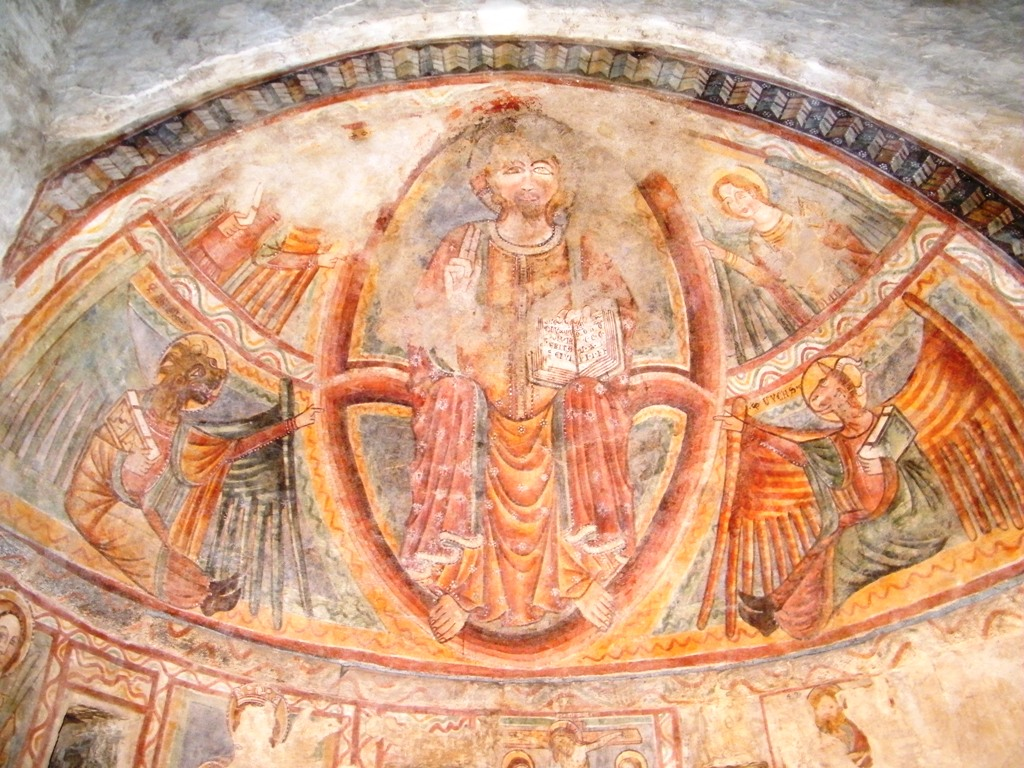
Affresco all'interno dell'abside

È un edificio ecclesiale romanico a pianta rettangolare, leggermente romboidale, da cui fuoriesce l'abside semicircolare.
L'abside costituisce l'elemento architettonico, tipicamente romanico, superstite di una struttura che ha subito le offese non solo del tempo ma anche di interventi ristrutturativi irrispettosi e frettolosi che ne hanno alterato l'aspetto originario.
L'interno dell'abside presenta pregevoli affreschi, tuttora leggibili, risalenti al XIV e XV secolo attribuibili al Maestro di Cambianica, tra i quali si evidenzia un Cristo Pantocratore racchiuso in una mandorla, attorniato dagli Evangelisti datato 1364.
La parete esterna dell'abside è suddivisa da lesene piatte unite in alto da archetti. Tra le lesene si trovano delle monofore che danno slancio ed eleganza alla struttura.
Dal 1996 la chiesa è stata sconsacrata, e oggetto di ricerche e ristrutturazioni.